# Por ti (álbum)
Por ti es el sexagésimo séptimo álbum de la banda sinaloense mexicana El Recodo de Cruz Lizárraga, lanzado el 21 de octubre de 2003 por el sello Fonovisa. Cuenta con la voz de Luis Antonio López "El Mimoso".
El álbum se estrenó en el 2003 e incluye canciones rancheras, baladas románticas y corridos entre las que se destacaron «Para toda la vida», «Que te ruegue quien te quiera» y «Sube, sube, sube». En este álbum se integran a la banda Álex Villarreal proveniente de un grupo tejano y Álex Ojeda de La Original Banda El Limón de Salvador Lizárraga. Este es de los únicos discos que no tienen la silueta de Cruz Lizárraga.
Ganó un premio Grammy Latino en 2004 en la categoría de mejor álbum de música banda. Además recibió una nominación a los Premios Grammy de 2005 en la categoría mejor álbum mexicano/mexicano-americano.

## Lista de canciones
Créditos adaptados de Allmusic y iTunes Store.

| N.º   | Título                          | Escritor(es)                                                          | Duración |  |
| 1.    | «Qué te ruegue quien te quiera» | Oscar Álvarez                                                         | 3:09     |  |
| 2.    | «Para toda la vida»             | Juan José Leyva                                                       | 3:26     |  |
| 3.    | «Nena»                          | Rafael Alcázar · Luis Alfonso Lizarraga · Oracio Ortiz                | 3:08     |  |
| 4.    | «Delante de mí»                 | Dolores ayala                                                         | 2:29     |  |
| 5.    | «Por ti»                        | Emilio Estefan, Jr. · Nicolás Tovar · Alberto Gaitán · Ricardo Gaitán | 3:13     |  |
| 6.    | «Y llorando estarás»            | Javier Zazueta                                                        | 3:25     |  |
| 7.    | «Fuera de peligro»              | Miguel Luna                                                           | 3:28     |  |
| 8.    | «Como pude estar tan ciego»     |                                                                       | 3:46     |  |
| 9.    | «Amor ranchero»                 | Javier Manríquez                                                      | 2:37     |  |
| 10.   | «Necesito verte»                | Rubén Ramos                                                           | 3:06     |  |
| 11.   | «Sube, sube, sube»              | Emilio Estefan, Jr. · Archi Peña                                      | 2:42     |  |
| 12.   | «Nada ni nadie»                 | Juan José Leyva                                                       | 3:08     |  |
| 13.   | «No puedo estar sin tu amor»    | Ferra-Claudio Carrizo                                                 | 3:05     |  |
| 14.   | «Que te vaya bien»              | Juan José Leyva                                                       | 2:34     |  |
| 43:16 |                                 |                                                                       |          |  |

## Certificaciones
| País   | Organismo certificador | Certificación | Ventas certificadas | Simbolización |
| ------ | ---------------------- | ------------- | ------------------- | ------------- |
| México | AMPROFON               | Oro           | 50 000              | ●             |

## Premios y nominaciones
El álbum Por ti fueron nominado y galardonado en algunas ceremonias de premiación. A continuación la lista con las candidaturas que obtuvo el disco:
| Año  | Ceremonia de premiación | Premio                                  | Resultado |
| ---- | ----------------------- | --------------------------------------- | --------- |
| 2004 | Grammy Latinos          | Mejor álbum de música banda             | Ganador   |
| 2005 | Premios Grammy          | Mejor álbum mexicano/mexicano-americano | Nominado  |